# Contratiempo

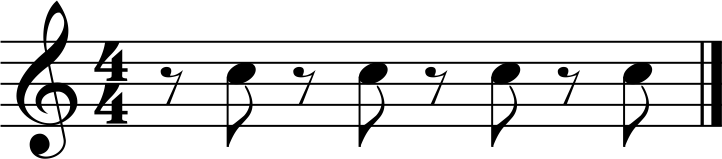
Regelmäßige Contratiempos beim 4/4-Takt

Der Contratiempo (spanisch Gegenzeit) ist ein rhythmisches Gestaltungsmittel in der Musik, namentlich im Flamenco.
Es beruht darauf, dass perkussive Schläge nicht auf die Zählnoten im Takt gelegt werden, sondern „zwischen die Schläge“. Beim regulären 4⁄4-Takt ist dies das zweite Achtel einer Viertelnote. Im einfachsten Fall können die Schläge so gesetzt werden:
| reguläre Betonung: | éins | und | zwei | und | dréi | und | vier | und |
| Perkussion:        |      | X   |      | X   |      | X   |      | X   |

Contratiempos, kurz contras, werden insbesondere bei der Begleitung durch Händeklatschen, den Palmas, und bei den perkussiven Fußtechniken der Tänzerinnen und Tänzer, den sogenannten Zapateados, eingesetzt.
Bei komplizierteren Rhythmen können sich die Contratiempos sehr komplex gestalten. Bei der Soleá kann das Muster beispielsweise so aussehen:
| Rhythmus:       | 1 |   | 2 |  | 3 |  | 4 |   | 5 |  | 6 |  | 7 |  | 8 |  | 9 |   | 10 |  | 11 |  | 12 |  |
| Händeklatschen: |   | x | x |  | X |  |   | x | x |  | X |  | x |  | X |  | x | x | X  |  | x  |  | X  |  |

Zwischen der Eins und der Zwei, der Vier und der Fünf sowie der Neun und der Zehn ist jeweils ein Contratiempo-Schlag.